# Mortal Kombat 1
Mortal Kombat 1 là trò chơi điện tử đối kháng do hãng NetherRealm Studios phát triển và được Warner Bros phát hành ngày 19 tháng 9 năm 2023. Đây là phần thứ mười hai của sê-ri game này, nối tiếp Mortal Kombat 11 năm 2019. Trò chơi ra mắt trên các hệ máy Windows, PlayStation 5, Xbox Series X/S và Nintendo Switch.

## Lối chơi
Bên cạnh các chế độ chơi theo cốt truyện, đối đầu online trực tiếp và offline, phần game lần này giới thiệu một tính năng mới là Kameo Fighters, cho phép chọn thêm một nhân vật trợ chiến. Đòn combo Air Kombat từng xuất hiện trong các phần Mortal Kombat: Armageddon và Shaolin Monks cũng sẽ được nâng cấp và mang trở lại trong phần này. Trong bản cập nhật Khaos Reigns có thêm chiêu kết liễu Animality từng xuất hiện trong Mortal Kombat 3.

## Cốt truyện

### Cốt truyện chính
Sau khi đánh bại Kronika và Shang Tsung ở phần trước, Liu Kang chiếm toàn quyền thiết lập dòng thời gian và tạo nên một vũ trụ bình yên. Tuy nhiên, Shang Tsung được Liu Kang tạo ra vẫn tha hóa và bị một thực thể giống như Kronika dẫn dụ. Raiden lúc này là đại diện cho các chiến binh Earthrealm tham gia cuộc đấu tay đôi giao hữu với các chiến binh Outworld và đã giành thắng lợi. Thế nhưng những kẻ như nguyên soái Shao, Shang Tsung và Quan Chi không để yên, chúng nhân cơ hội công chúa Mileena mắc một chứng bệnh quái dị để lật đổ vương triều và nhân tiện xâm chiếm Earthrealm. Liu Kang và thân hữu Geras nhận ra điều bất thường ở vũ trụ vốn bình yên này đã cử các chiến binh đi tìm hiểu và nhận ra kẻ giật dây lại chính là Shang Tsung ở phần trước, hiện đang nắm giữ một trong hằng hà sa số các dòng thời gian sinh ra sau cái chết của Kronika. Một cuộc quyết chiến giữa thiện và ác từ đa vũ trụ nổ ra và phần thắng dường như đã thuộc về phe thiện, cho đến khi Titan Havik xuất đầu lộ diện sau đó, hé lộ một cuộc chiến còn đẫm máu hơn ở phần tiếp theo.

### Khaos Reigns (hậu truyện)
Sub-Zero, Sektor, Cyrax dẫn đầu đảng Lin Kuei đến phục kích đám cưới của Kuai Liang và Harumi, nhưng Cyrax quay ra phản bội khiến Sub Zero và Sektor bị dẫn độ về Outworld cho nữ hoàng Mileena xử lý. Khi Mileena chuẩn bị định đoạt số phận cho hai tên phản nghịch thì Titan Havik cùng quân đoàn của hắn tấn công từ vũ trụ của hắn và bắt đi Geras - thực thể duy nhất có ký ức về toàn bộ lịch sử - để hợp thể với Kamidogu nhằm tạo ra hỗn loạn ở đa vũ trụ. Sub-Zero đuổi theo, bị bắt và bị biến đổi thành Noob Saibot. Liu Kang phái Cyrax, Sektor, Scorpion đến dòng thời gian của Havik, họ liên minh với Trung tá Johnathan Cage, Hoàng đế Rain và Hoàng hậu Tanya. Trong mê cung của Havik, Rain phải hy sinh để cứu Tanya và Sektor. Cả đội cuối cùng cũng cứu được Geras và Noob Saibot đồng thời cướp đi Kamidogu của Havik. Tức giận, Havik tấn công dòng thời gian của Liu Kang, lấy lại Kamidogu hợp thể vào chính hắn. Noob Saibot biết cách để tiêu diệt Havik nên đến đánh hắn và định tiêu diệt, song lại mâu thuẫn với Liu Kang vì còn nhiều người vô tội ở dòng thời gian của hắn, Geras xuất hiện và ngăn Noob Saibot lại kịp thời. Tội của Sektor được tha thứ nên được phép quay lại Lin Kuei và trở thành Grandmaster, Noob Saibot được đưa đến Temple of the Elements (Đền thờ nguyên tố) để giữ an toàn cũng như việc điều trị phục hồi lâu dài. Trong khi đó, Cyrax được Scorpion tha thứ và phong làm "Grandmaster" của Shirai Ryu.

## Nhân vật

### Danh sách nhân vật trongMortal Kombat 1
| Nhân vật chính | Kameo Fighters |
| --- | --- |
| - Kitana - Mileena - Tanya - Rain - Smoke - Scorpion - Reptile - Sub-Zero - Li Mei - Kenshi - Baraka - Geras - Shang Tsung - General Shao - Sindel - Reiko - Raiden - Liu Kang - Johnny Cage - Kung Lao - Ashrah - Nitara - Havik Kombat Pack - Ermac - Omni-Man - Peacemaker - Takeda - Quan Chi - Homelander Kombat Pack 2/Khaos Reigns - Noob Saibot - Cyrax - Ghostface - T-1000 - Sektor - Conan | - Darrius - Sareena - Cyrax - Kano - Sonya Blade - Sektor - Frost - Jax - Stryker - Scorpion - Sub-Zero - Kung Lao - Shunjinko - Motaro - Goro Kombat Pack - Janet Cage - Khameleon - Ferra - Tremor - Mavado Kombat Pack 2/Khaos Reigns - Madam Bo |

## Phát triển
Sau khi ngừng hỗ trợ và cập nhật Mortal Kombat 11, tháng 7 năm 2021, NetherRealm Studios cho biết đang bắt tay vào một dự án mới. Andrew Bowen, diễn viên lồng tiếng cho nhân vật Johnny Cage, đăng tweet tiết lộ hãng đang làm phần game thứ mười hai, nhưng sau đó đã nhanh chóng xóa bài viết này. Tháng 2 năm 2023, CEO của Warner Bros. Discovery, David Zaslav, tuyên bố chính thức phần game mới sẽ được ra mắt vào cuối năm.
Ngày 18 tháng 5 năm 2023, NetherRealm Studios công bố tên game Mortal Kombat 1 cùng ngày ra mắt vào 19 tháng 9. Đây sẽ là phần game reboot đặt trong bối cảnh của một dòng thời gian mới do nhân vật Liu Kang tạo nên, sau khi anh trở thành một vị thần trong phần Mortal Kombat 11.